# 吉姆·布朗 (田径运动员)
吉姆·布朗（英語：Jim Brown，1909年8月4日—2000年7月7日），加拿大男子田径运动员，主攻短跑。他曾代表加拿大参加1930年大英帝国运动会田径比赛，获得男子4×110码接力金牌。